# Estació d'À Punt
L'Estació d'À Punt és una de les estacions del metro de València. És l'estació que dona servei al Centre de Producció de Programes, seu de la Corporació Valenciana de Mitjans de Comunicació i Istec, situat al municipi de Burjassot. Fa servei a dos ramals de la línia T-4 (tramvia): el de Lloma-Llarga/Terramelar i el de Mas del Rosari. Es va inaugurar el 1999 amb el nom d'estació de TVV, i en 2005 es va allargar el tram de la línia amb la prolongació de la Línia 4 del metro de València des de la llavors estació de TVV fins a Mas del Rosari, i en 2022 va canviar el nom de l'estació a Estació d'À Punt.
| Procedència/Destinació          | <                       | Línia | >                      | Procedència/Destinació |
| ------------------------------- | ----------------------- | ----- | ---------------------- | ---------------------- |
| Mas del Rosari/Fira de València | Mas del Rosari          |       | Vicent Andrés Estellés | Doctor Lluch           |
| Lloma-Llarga/Terramelar         | Lloma-Llarga/Terramelar | ...   | Vicent Andrés Estellés | Doctor Lluch           |

## Accessos
- Carrer de la Universitat
- Radiotelevisió Valenciana